# Gerhard Jarosch
Gerhard Jarosch (* 1968 in Linz) ist ein österreichischer Jurist. Seit Anfang 2022 arbeitet er im Bereich der Litigation-PR. Zuvor war er Staatsanwalt, Präsident der Internationalen Staatsanwältevereinigung (International Association of Prosecutors – IAP) und Nationales Mitglied für Österreich bei Eurojust.

## Leben
Jarosch absolvierte das Kollegium Aloisianum in Linz. Anschließend studierte er Rechtswissenschaften in Linz und Wien. In den Jahren 2000 bis 2003 war er Staatsanwalt in Eisenstadt. Seit 2003 arbeitete er in der Staatsanwaltschaft Wien, wo er seit 2009 auch Erster Staatsanwalt ist. Seine Aufgabengebiete umfassten unter anderem die Verfolgung der organisierten Kriminalität. Am 10. Juni 2010 wurde Jarosch zum neuen Präsidenten der Standesvertretung von rund 330 Staatsanwälten gewählt.
Jarosch war zudem Vorsitzender des Zentralausschusses für die Staatsanwälte beim Bundesministerium für Justiz, Präsident der Vereinigung Österreichischer Staatsanwältinnen und Staatsanwälte, sowie Vorstandsmitglied der Landesgruppe Österreich der Association Internationale de Droit Pénal und der International Association of Prosecuters. Von 2018 bis 2022 vertrat Jarosch Österreich als Leiter des österreichischen Büros bei Eurojust in Den Haag.
Anfang 2022 verließ er den öffentlichen Dienst, wechselte in die Privatwirtschaft und wurde Partner der PR-Agentur von Wolfgang Rosam.